# Bukhan
Bukhan är en biflod till Han och flyter genom provinserna Kangwon i Nordkorea samt Gangwon och Gyeonggi i Sydkorea. 
Den har sina källor i närheten av Kŭmgang-san och kallas i början ofta Geumgangcheon. Den passerar Koreas demilitariserade zon och flyter in i Hwacheon-gun, fortsätter söderut genom Chuncheon och sedan västerut genom Gapyeong för att flyta ihop med Namhan i Yangseo-myeon och bilda floden Han.